# Malta la Jocurile Olimpice de iarnă din 2014
Malta a participat la Jocurile Olimpice de iarnă din 2014 din Soci, Rusia în perioada 7 - 23 februarie 2014. Delegația malteză a fost formată dintr-un singur sportiv. Malta și-a făcut debutul la JO de iarnă la această ediție.

## Competitori
| Sport      | Masculin | Feminin | Total |
| ---------- | -------- | ------- | ----- |
| Schi alpin | 0        | 1       | 1     |
| Total      | 0        | 1       | 1     |

## Schi alpin
Conform listei de sportivi calificați publicată la 20 ianuarie 2014, Malta a avut un sportiv calificat. Bunicul Elisei Pellegrin s-a mutat în Franța, acest lucru permițându-i să poată concura pentru țara ei. Pe 18 februarie, ea a terminat cursa de slalom uriaș pe locul 65 (din cei 74 de participanți care au terminat).
| Sportiv         | Probă                | Manșa 1 | Manșa 1 | Manșa 2 | Manșa 2 | Total   | Total |
| Sportiv         | Probă                | Timp    | Loc     | Timp    | Loc     | Timp    | Loc   |
| --------------- | -------------------- | ------- | ------- | ------- | ------- | ------- | ----- |
| Elise Pellegrin | Slalom uriaș feminin | 1:36.85 | 72      | 1:36.27 | 64      | 3:13.12 | 65    |
| Elise Pellegrin | Slalom feminin       | 1:07.10 | 52      | 1:02.73 | 39      | 2:09.83 | 42    |